# NGC 6745
NGC 6745 ist eine irreguläre Galaxie im Sternbild Leier, welche 213 Millionen Lichtjahre von der Milchstraße entfernt ist. NGC 6745 ist mit einer kleineren Galaxie (PGC 200361/200362) in der Vergangenheit zusammengestoßen, was ihr das Aussehen eines Vogelkopfes verliehen hat.
NGC 6745 wurde am 24. Juli 1879 vom französischen Astronomen Édouard Jean-Marie Stephan entdeckt.